# Селлерс (Південна Кароліна)
Селлерс (англ. Sellers) — місто (англ. town) в США, в окрузі Меріон штату Південна Кароліна. Населення — 147 осіб (2020).

## Географія
Селлерс розташований за координатами 34°16′56″ пн. ш. 79°28′20″ зх. д. / 34.28222° пн. ш. 79.47222° зх. д. (34.282315, -79.472247).  За даними Бюро перепису населення США в 2010 році місто мало площу 1,80 км², уся площа — суходіл.

## Демографія
Згідно з переписом 2010 року, у місті мешкало 219 осіб у 93 домогосподарствах у складі 54 родин. Густота населення становила 122 особи/км².  Було 107 помешкань (60/км²).
Расовий склад населення:
| - 79,9 % — чорних або афроамериканців - 18,7 % — білих |

До двох чи більше рас належало 0,9 %. Частка іспаномовних становила 1,4 % від усіх жителів.
За віковим діапазоном населення розподілялося таким чином: 19,2 % — особи молодші 18 років, 66,6 % — особи у віці 18—64 років, 14,2 % — особи у віці 65 років та старші. Медіана віку мешканця становила 44,3 року. На 100 осіб жіночої статі у місті припадало 81,0 чоловіків;  на 100 жінок у віці від 18 років та старших — 86,3 чоловіків також старших 18 років.
За межею бідності перебувало 31,4 % осіб, у тому числі 0,0 % дітей у віці до 18 років та 38,9 % осіб у віці 65 років та старших.
Цивільне працевлаштоване населення становило 73 особи. Основні галузі зайнятості: науковці, спеціалісти, менеджери — 26,0 %, роздрібна торгівля — 20,5 %, освіта, охорона здоров'я та соціальна допомога — 20,5 %.